# Animalize Live Uncensored
'Kiss: Animalize Live Uncensored je koncert skupiny Kiss zaznamenaný jedenácti kamerami a nahraný v roce 1984 v Cobo Hall v Detroitu. Je to první koncert na kterém hraje Bruce Kulick po svém příchodu do skupiny na místo nemocného Mark St. Johna.

## Seznam skladeb
| Pořadí | Název                      | Autor                            | Délka |
| ------ | -------------------------- | -------------------------------- | ----- |
| 1.     | Detroit Rock City          | Stanley / Ezrin                  |       |
| 2.     | Cold Gin                   | Ace Frehley                      |       |
| 3.     | Creatures of the Night     | Stanley / Mitchell               |       |
| 4.     | Fits Like a Glove          | Gene Simmons                     |       |
| 5.     | Heaven's on Fire           | Stanley / Child                  |       |
| 6.     | Thrills in the Night       | Stanley / Beauvoir               |       |
| 7.     | Paul Stanley’s guitar solo |                                  |       |
| 8.     | Under the Gun              | Stanley / Eric Carr / Child      |       |
| 9.     | War Machine                | Simmons / Bryan Adams / Vallance |       |
| 10.    | Eric Carr’s drum solo      |                                  |       |
| 11.    | Young and Wasted           | Simmonsn / Vinnie Vincent        |       |
| 12.    | Gene Simmons’ bass solo    |                                  |       |
| 13.    | I Love It Loud             | Simmons / Vincent                |       |
| 14.    | I Still Love You           | Stanley / Vincent                |       |
| 15.    | Love Gun                   | Paul Stanley                     |       |
| 16.    | Lick It Up                 | Stanley / Vincent                |       |
| 17.    | Black Diamond              | Stanley                          |       |
| 18.    | Rock and Roll All Nite     | Stanley / Simmons                |       |

## Obsazení
- Paul Stanley- kytara, zpěv
- Gene Simmons- basová kytara, zpěv
- Eric Carr- bicí, zpěv
- Bruce Kulick- sólová kytara, zpěv